# 레스터 타이거스

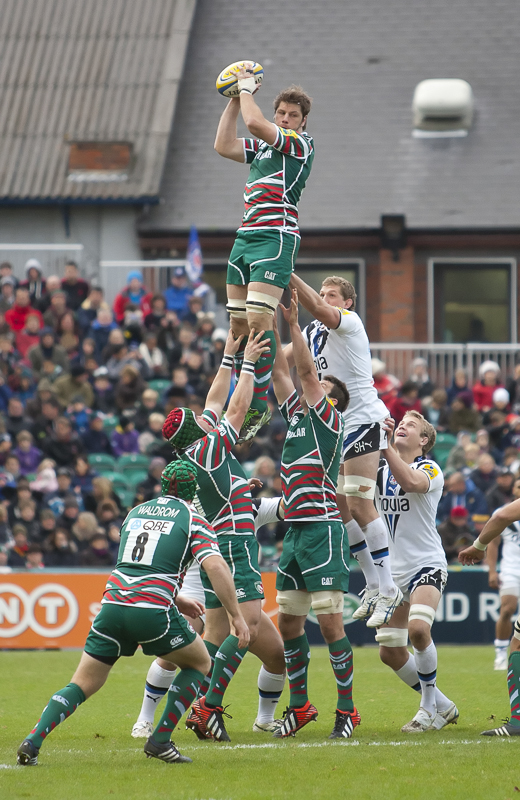

레스터 풋볼 클럽(Leicester Football Club, Leicester Tigers) 또는 레스터 타이거스는 1880년 창단한 잉글랜드 레스터의 프로 럭비 팀이다. 홈구장은 웰포드 로드이며 현재 잉글리시 프리미어십에 참가하고 있다.

## 우승
- 잉글리시 프리미어십 - 9회 (1987-88, 1994-95, 1998-99, 1999-2000, 2000-01, 2001-02, 2006-07, 2008-09, 2009-10)
- 앵글로 웰시 컵 - 6회 (1978-79, 1979-80, 1980-81, 1992-93, 1996-97, 2006-07)
- 하이네켄 컵 - 2회 (2000-01, 2001-02)

## 라이벌
- 노스햄프턴 세인츠 (이스트 미드랜드스 더비)
- 바스
- 런던 와스프스